# Ahmed Ibrahim Khalaf
Ahmed Ibrahim Khalaf est un footballeur international irakien, né le 25 février 1992 à Ninive. Il évolue au poste de défenseur central au sein du club d'Erbil SC.

## Biographie

### Carrière en sélection
Ibrahim est sélectionné afin de participer aux Jeux olympiques de Rio au Brésil en 2016 avec l'équipe d'Irak olympique. Il contribue, de par ses performances défensives, à tenir en échec une équipe brésilienne composée de Neymar, Gabriel Jesus, Marquinhos et Gabriel Barbosa (0–0),. L'Irak n'encaisse qu'un seul but lors des Jeux olympiques et, bien qu'éliminé en phase de groupe, reste invaincu, sans la moindre défaite.
Ahmed Ibrahim est un joueur international expérimenté de la sélection irakienne, avec près de 65 matches joués avant son 25e anniversaire. Il est en passe de devenir l'un des joueurs les plus capés d'Irak et occupe une position clé au sein de l'équipe nationale, en tant que défenseur central de premier choix. Le 11 novembre 2010, Ibrahim fait son apparition pour la première fois sous les couleurs de l'Irak contre l'Inde; une rencontre qui se solde par une victoire de l'Irak 2–0. Le sélectionneur Wolfgang Sidka le fait entrer à la dernière minute pour remplacer Hussein Abdul Wahid, blessé, et depuis, il figure régulièrement dans l'équipe.
Le 28 mars 2015, à l'occasion de sa 50e sélection, Ibrahim inscrit son premier but pour son pays de la tête, sur un corner de Yaser Kasim, lors d'un match amical contre la République démocratique du Congo aux Émirats arabes unis.
Le 12 janvier 2021, Ibrahim franchit le cap des 100 matchs joués avec l'équipe nationale lors d'un match amical contre les Émirats arabes unis (0–0).

## Palmarès

### En club
- Arbil
  - Championnat d'Irak (1) : 
    - Vainqueur : 2011-2012.

  - Coupe de l'AFC : 
    - Finaliste : 2012.
- Al-Qowa Al-Jawiya
  - Championnat d'Irak (1) : 
    - Vainqueur : 2020-2021.

  - Coupe d'Irak (1) :
    - Vainqueur : 2020-2021.

### En sélection
- Coupe arabe des nations : 
  - Troisième : 2012.
- Championnat d'Asie de l'Ouest : 
  - Finaliste : 2012.
- Championnat d'Asie de football des moins de 23 ans (1) : 
  - Vainqueur : 2013.
- Coupe du Golfe des nations : 
  - Finaliste : 2013.